# Infirmerie psychiatrique de la préfecture de police
« I3P » redirige ici. Pour la série télévisée franco-belge, voir I3P (série télévisée).
Pour les articles homonymes, voir IPPP.
L'infirmerie psychiatrique de la préfecture de police (IPPP ou I3P), anciennement infirmerie spéciale du dépôt, est un service psychiatrique dépendant de la préfecture de police de Paris, ouvert en 1872 pour accueillir les personnes qui représentent un danger imminent pour la sûreté des personnes, attesté par un avis médical, en application de l'article L. 3213-2 du Code de la santé publique.
Elle est située au 3 rue Cabanis, dans le 14e arrondissement de Paris.

## Organisation et mission
D'après l'arrêté no 2004-17888 du 7 septembre 2004 du préfet de police relatif aux missions et à l'organisation de la direction des transports et de la protection du public (DTPP), l'infirmerie psychiatrique travaille aux côtés notamment du bureau des actions pour la santé mentale (BASM), chargé de la préparation et du suivi des hospitalisations d'office des malades mentaux, de la gestion et du suivi des signalements, et de la gestion logistique de l'infirmerie psychiatrique.
D'après l'arrêté no 2006-21577 du 26 décembre 2006 relatif aux missions et à l'organisation de la direction des transports et de la protection du public (DTPP), l'infirmerie psychiatrique est chargée de l'accueil temporaire des personnes prises en charge par les services de police, dont les troubles mentaux peuvent présenter un danger pour elle-même ou pour autrui, en vue de leur orientation.

## Infirmerie et le Centre hospitalier Sainte-Anne
D'après le Conseil d'État dans son avis no 367.355 du 19 mars 2002 : « le terrain d'assiette de l'infirmerie psychiatrique de la préfecture de police appartient à l'hôpital psychiatrique Sainte-Anne. Le Conseil d'État n'a pas été en mesure de prendre position sur la situation patrimoniale de l'immeuble édifié sur la parcelle sise au no 3 de la rue Cabanis. » Un long conflit oppose la préfecture de police à l'hôpital, qui veut créer à son emplacement une maison d'accueil pour handicapés mentaux.

### Témoignages
- Albert Londres (ill. Georges Rouquayrol), Chez les fous, Paris, Albin Michel, coll. « Les Grands Reportages », 1925, 252 p. (lire sur Wikisource), récit de la tentative d'infiltration par le célèbre journaliste de l'I3P, alors appelée infirmerie spéciale du dépôt.
- Valentin Gendrot, Flic : Un journaliste a infiltré la police, Paris, Goutte d'or, 2020, 293 p. (ISBN 979-10-96906-20-8), chap. 14 à 17 (témoignage d'un adjoint de sécurité qui a travaillé comme chauffeur à l'I3P pour transporter des patients dans des hôpitaux).

### Articles de presse
- Claude Jannoud, « L'énigme Clérambault », Le Figaro,‎ 17 juin 1999.
- Jacky Durand, « À Paris, la police s'accroche à son asile », Libération, 4 octobre 2002.
- Éric Favereau, « Interné à vue », Libération, 18 mai 2006 (version du 26 juin 2006 sur Internet Archive).
- F.G., « Préfecture de police - Le bunker de l'infirmerie psychiatrique pourrait s'entrouvrir », Le Parisien, 26 octobre 2006.
- Christophe Cornevin, « L'infirmerie psy de Paris, « entonnoir » de la violence », Le Figaro, 9 décembre 2006.
- Éric Favereau, « La préfecture de police de Paris condamnée », Libération, 13 décembre 2006.
- Frédéric Gouaillard, « L'infirmerie psychiatrique devra s'ouvrir aux avocats », Le Parisien, 14 décembre 2006.
- Cécile Prieur, « L'infirmerie sans garde-fous de la préfecture de police de Paris », Le Monde, 28 décembre 2006.
- Catherine Lazarus-Matet, « Psychiatrie et institution policière », courrier des lecteurs, Le Monde, 16 janvier 2007.
- Pierre Mutz (préfet de police de Paris), lettre publiée dans Le Monde, 16 janvier 2007.
- Sébastien Ramnoux, « Polémique - L'infirmerie de la discorde », Le Parisien,‎ 17 décembre 2007.